# 伊丽莎白·吉尔伯特
伊丽莎白·吉尔伯特（英語：Elizabeth Gilbert，1969年7月18日—），美国作家，作品包括长篇小说、散文、短篇小说、自传和传记。

## 背景
伊丽莎白·吉尔伯特於1969年7月18日出生於美国康涅狄格州沃特伯里。父親是化學工程師，母親是護士。吉爾伯特與她唯一的妹妹，小說家和歷史學家凱瑟琳吉爾伯特莫多克，在康涅狄格州利奇菲爾德縣的一個聖誕樹農場家庭長大。這家人住在偏僻的鄉下，沒有鄰居。他們沒有自己的電視，也沒有唱機。因此，他們姐妹都讀了很多書。吉爾伯特和她的妹妹以自己寫的小書和劇本為娛樂。
1991年，她於紐約大學得到政治學學士學位。之後她為了寫作而親身體驗作為廚師，餐廳侍者，和雜誌雇員等不同職業的生活。她在一家度假牧場擔任廚師的經驗在她的一些短篇小說與和她的《最後一位美國男人》一書（維京2002年）中重複出現。
吉兒伯特與第一任丈夫離婚後，一個人四處旅遊，認識第二任丈夫紐恩斯，並將此段際遇寫成回憶錄《享受吧！一個人的旅行》。2016年9月，吉兒伯特出櫃，宣佈愛上認識15年的蕾雅·伊利亞斯。蕾雅·伊利亞斯於2018年因病過逝。
2023年6月11日，吉尔伯特宣布新小說「The Snow Forest」（雪林）將於2024年2月出版。這部小說以1930年代的苏联為背景，講述一個家庭試圖反抗專制政府的故事。儘管與現代事件相去甚遠，但書評網站Goodreads上的讀者幾乎一致抨擊了主題的選擇。在數百則留言中，有一名讀者留下一星負評寫道：「當烏克蘭人命喪俄羅斯恐怖分子之手時，著名作家正在寫關於他們的書，並將這些混蛋浪漫化。」另一名讀者表示：「俄羅斯在烏克蘭進行種族滅絕和生態滅絕的同時，你竟然寫有關俄羅斯這個國家的事，將其浪漫化，可恥至極！我對你很失望！」6月13日，由於新小說背景設定在俄羅斯招致讀者大量負面反應及遭到強烈抗議，吉尔伯特取消出書計畫。吉尔伯特在社群媒體Instagram發布影片表示：「有關我選擇現在向世界發行背景設定在俄羅斯的一本書，無論主題為何的任何書籍，我收到大量來自烏克蘭讀者表達憤怒、悲傷、失望和痛苦的反應與回應。」「我正在修正方向，並將這本書從出版時間表中拿掉。」「我不想為已經經歷過，且仍在繼續遭受嚴重和極端傷害的一群人添加任何傷害。」《法新社》報導，此舉說明了出版商、名人、體育和藝術機構在試圖應對俄羅斯入侵烏克蘭產生的後果時所面臨的困難。

## 主要著作
- 短篇小说集《朝圣者》 (Pilgrims 1997)   ISBN 9781408808771
- 小说《严肃的男人》(Stern Men 2000)  ISBN 9780143114697
- 传记《最后一个美国人》(The Last American Man 2002)  ISBN  9781565116535
- 自传回忆录(Eat, Pray, Love 2006)  ISBN 9783827070968，2010年被改編成同名電影
- 《承诺》(Committed 2010) ISBN  9788496711921
- 《女孩之城》(City of Girls 2019) ISBN  9789865509194

## 外部連結
- 官方网站 （页面存档备份，存于）